# Theridion zebrinum
Theridion zebrinum là một loài nhện trong họ Theridiidae.
Loài này thuộc chi Theridion. Theridion zebrinum được Chuandian Zhu miêu tả năm 1998.